# Светско првенство у атлетици у дворани 2016 — троскок за мушкарце
Такмичење у троскоку у мушкој конкуренцији на Светском првенству у атлетици у дворани 2016. одржано је 19. марта у Орегонском конгресном центру у Портланду (САД).
Титулу светског првака освојену на Светском првенству 2014. није бранио Љукман Адамс из Русије, због колеттивне суспензије свих руских атлетичара са међународних такмичења на неодређено време.

## Земље учеснице
Учествовало је 16 такмичара из 12 земаља.
1. Азербејџан (1)
2. Доминика (1)
3. Казахстан (1)
4. Кина (1)
5. Маурицијус (1)
6. Немачка (1)
7. Нигерија (2)
8. Португалија (1)
9. Румунија (1)
10. САД (3)
11. Француска (2)
12. Шпанија (1)

## Систем такмичења
Први пут систем такмичења је промењен. Нема квалификације, него сви такмичари учествују у финалу, где ће свако од њих имати по три троскока. Четврти и пети троскок обезбедиће осам најбољих, док ће прилику за шести троскок имати само четворица првопласираних после петог троскока.

## Освајачи медаља
|               |                  |                             |
| Дунг Бин Кина | Макс Хес Немачка | Бенжамен Компаоре Француска |

## Рекорди
Стање 18. марта 2016.
| Рекорди пре почетка Светског првенства 2016. | Рекорди пре почетка Светског првенства 2016. | Рекорди пре почетка Светског првенства 2016. | Рекорди пре почетка Светског првенства 2016. | Рекорди пре почетка Светског првенства 2016. |
| -------------------------------------------- | -------------------------------------------- | -------------------------------------------- | -------------------------------------------- | -------------------------------------------- |
| Светски рекорд                               | 17,92                                        | Теди Тамго, Француска                        | Париз, Француска                             | 6. март 2011.                                |
| Рекорд светских првенстава у дворани         | 17,90                                        | Теди Тамго Француска                         | Доха, Катар                                  | 14. март 2010.                               |
| Најбољи резултат сезоне у дворани            | 17,41                                        | Дунг Бин, Кина                               | Нанкинг, Кина                                | 29. фебруар 2016.                            |
| Европски рекорд                              | 17,92                                        | Теди Тамго, Француска                        | Париз, Француска                             | 6. март 2011.                                |
| Северноамерички рекорд                       | 17,83                                        | Алисер Урутија, Куба                         | Зинделфинген, Немачка                        | 1. март 1997.                                |
| Јужноамерички рекорд                         | 17,56                                        | Жадел Грегорио, Бразил                       | Москва, Русија                               | 12. март 2006.                               |
| Афрички рекорд                               | 17,00                                        | Аџаји Агбебаку, Нигерија                     | Далас, САД                                   | 30. јануар 1982.                             |
| Азијски рекорд                               | 17,41                                        | Дунг Бин, Кина                               | Нанкинг, Кина                                | 29. фебруар 2016.                            |
| Океанијски рекорд                            | 17,20                                        | Ендру Мерфи, Аустралија                      | Лисабон, Португалија                         | 9. март 2001.                                |

### Најбољи резултати у 2016. години
Десет најбољих троскокаша у мушкопј конкуренцији у дворани пре почетка такмичења (18. марта 2016), имали су следећи пласман.
| 1.  | Дунг Бин          | Кина             | 17,41 | 29. фебруар |
| 2.  | Крис Картер       | Сједињене Државе | 17,06 | 12. март    |
| 3.  | Ерик Слоун        | Сједињене Државе | 17,03 | 13. фебруар |
| 4.  | Макс Хес          | Немачка          | 17,00 | 28. фебруар |
| 5.  | Алексис Копељо    | Куба             | 16,99 | 6. фебруар  |
| 6.  | Теди Тамго        | Француска        | 16,98 | 28. фебруар |
| 7.  | Омар Крадок       | Сједињене Државе | 16,96 | 12. март    |
| 8.  | Крис Бенар        | Сједињене Државе | 16,93 | 12. март    |
| 9.  | Аролд Кореа       | Француска        | 16,91 | 28. фебруар |
| 10. | Бенжамин Кампоаре | Француска        | 16,89 | 28. фебруар |

Такмичари чија су имена подебљана учествују на СП 2016.

## Квалификационе норме
| дворана | отворено |
| 17,00 м |          |

## Сатница
| Датум         | Време | Коло   |
| ------------- | ----- | ------ |
| 18. март 2016 | 17.00 | Финале |

## Резултати

### Финале
| Поз. | Атлетичар         | Земља       | ЛР    | ЛРС   | 1.    | 2.    | 3.    | 4.    | 5.    | 6.    | Резултат (м) | Нап. |
| ---- | ----------------- | ----------- | ----- | ----- | ----- | ----- | ----- | ----- | ----- | ----- | ------------ | ---- |
|      | Дунг Бин          | Кина        | 17,41 | 17,41 | 17,18 | 16,20 | 17,29 | 16,98 | 17,33 | x     | 17,33        |      |
|      | Макс Хес          | Немачка     | 17,00 | 17,00 | 16,25 | 16,37 | x     | 17,14 | x     | 17,14 | 17,14        | ЛР   |
|      | Бенжамен Компаоре | Француска   | 17,14 | 16,88 | 16,77 | x     | 17,00 | -     | 17,04 | 17,09 | 17,09        | ЛРС  |
| 4.   | Нелсон Евора      | Португалија | 17,33 | 16,71 | x     | 16,66 | 16,63 | 16,89 | 16,89 | x     | 16,89        | ЛРС  |
| 5.   | Омар Крадок       | САД         | 16,96 | 16,96 | 16,58 | 16,33 | -     | 16,52 | 16,87 |       | 16,87        |      |
| 6.   | Тосин Оке         | Нигерија    | 16,89 | 16,48 | 16,73 | 16,65 | x     | x     | 16,64 |       | 16,73        | ЛРС  |
| 7.   | Пабло Торихос     | Шпанија     | 17,04 | 16,68 | 16,16 | 16,20 | 16,51 | 16,30 | 16,67 |       | 16,67        |      |
| 8.   | Назим Бабајев     | Азербејџан  | 16,50 | 16,50 | х     | 16,36 | 16,07 | 16,43 | 16,41 |       | 16,43        |      |
| 9.   | Аролд Кореа       | Француска   | 16,94 | 16,91 | 16,12 | 16,30 | x     |       |       |       | 16,30        |      |
| 10.  | Маријан Опреа     | Румунија    | 17,74 | 16,82 | 16,05 | 15,98 | 16,27 |       |       |       | 16,27        |      |
| 11.  | Крис Бенард       | САД         | 16,99 | 16,93 | 16,14 | x     | 16,15 |       |       |       | 16,15        |      |
| 12.  | Алфонсо Џордан    | САД         | 16,57 | 16,28 | 16,11 | x     | 15,99 |       |       |       | 16,11        |      |
| 13.  | Џонатан Дрејк     | Маурицијус  | 16,67 | 16,67 | 16,04 | x     | 15,82 |       |       |       | 16,04        |      |
| 14.  | Олу Оламигоке     | Нигерија    |       | 15,87 | 13,73 | 15,59 | 15,94 |       |       |       | 15,94        | ЛРС  |
| 15.  | Роман Валијев     | Казахстан   | 17,00 | 16,87 | x     | 15,54 | x     |       |       |       | 15,54        |      |
| 16.  | Јорданис Дуранона | Доминика    | 15,79 |       | 15,27 | x     | -     |       |       |       | 15,27        |      |